# Jean Bullant
Jean Bullant, né vers 1515, probablement à Amiens et mort le 13 octobre 1578 à Écouen, est un architecte et sculpteur français de la Renaissance.

## Biographie

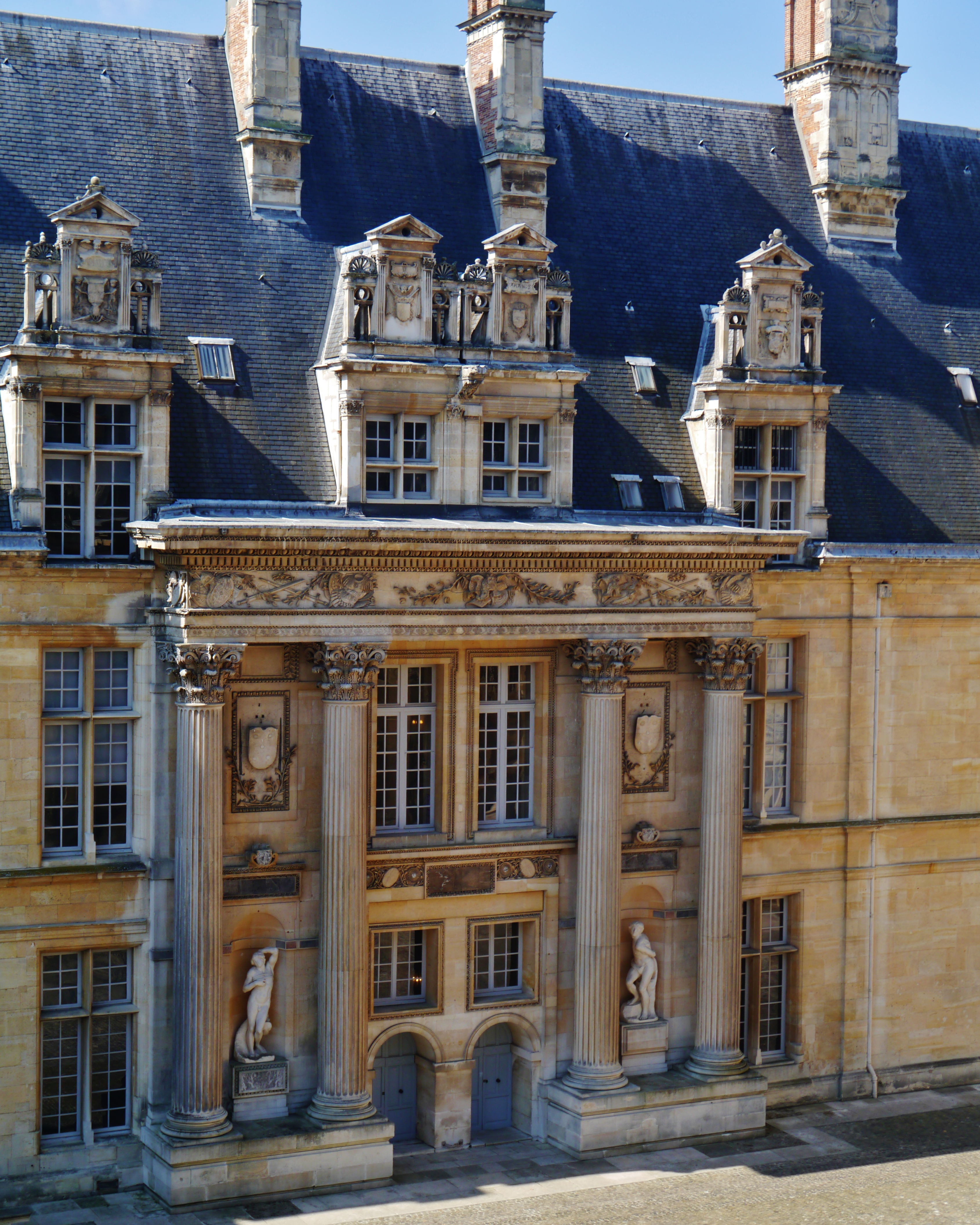
Aile sud du château d'Écouen.

Après avoir étudié l'art antique à Rome, il rentre en France vers 1540 et se met au service, en tant qu'architecte ordinaire, du connétable Anne de Montmorency, pour le compte duquel il aurait dressé les plans du château d'Écouen qui sera édifié en partie par ses soins entre 1541 et 1547. Cette immense demeure est sans doute son chef-d'œuvre le plus connu, et deviendra le lieu de villégiature favori de plusieurs rois de France successifs. Son architecture est inspirée des Palais italiens, notamment la façade de l'aile Sud, dont les colonnes évoquent un décor antique. Il bâtit également pour le connétable le « Petit château » de Chantilly, et modernise celui de Fère-en-Tardenois, où il lance un superbe pont sur le fossé. 
Sa réputation grandissant, il est recommandé par le connétable de Montmorency au roi Henri II qui le fait contrôleur des bâtiments de la couronne en 1557. Cependant, à partir de 1559, il perd cette charge, peut-être à la suite d'une disgrâce. 
Pendant les années 1560, aucune réalisation remarquable ne semble lui être attribuée. Il rédige et publie alors un traité, la Règle générale d'architecture, Paris, 1564 et des écrits sur la géométrie et l'horlogiographie.

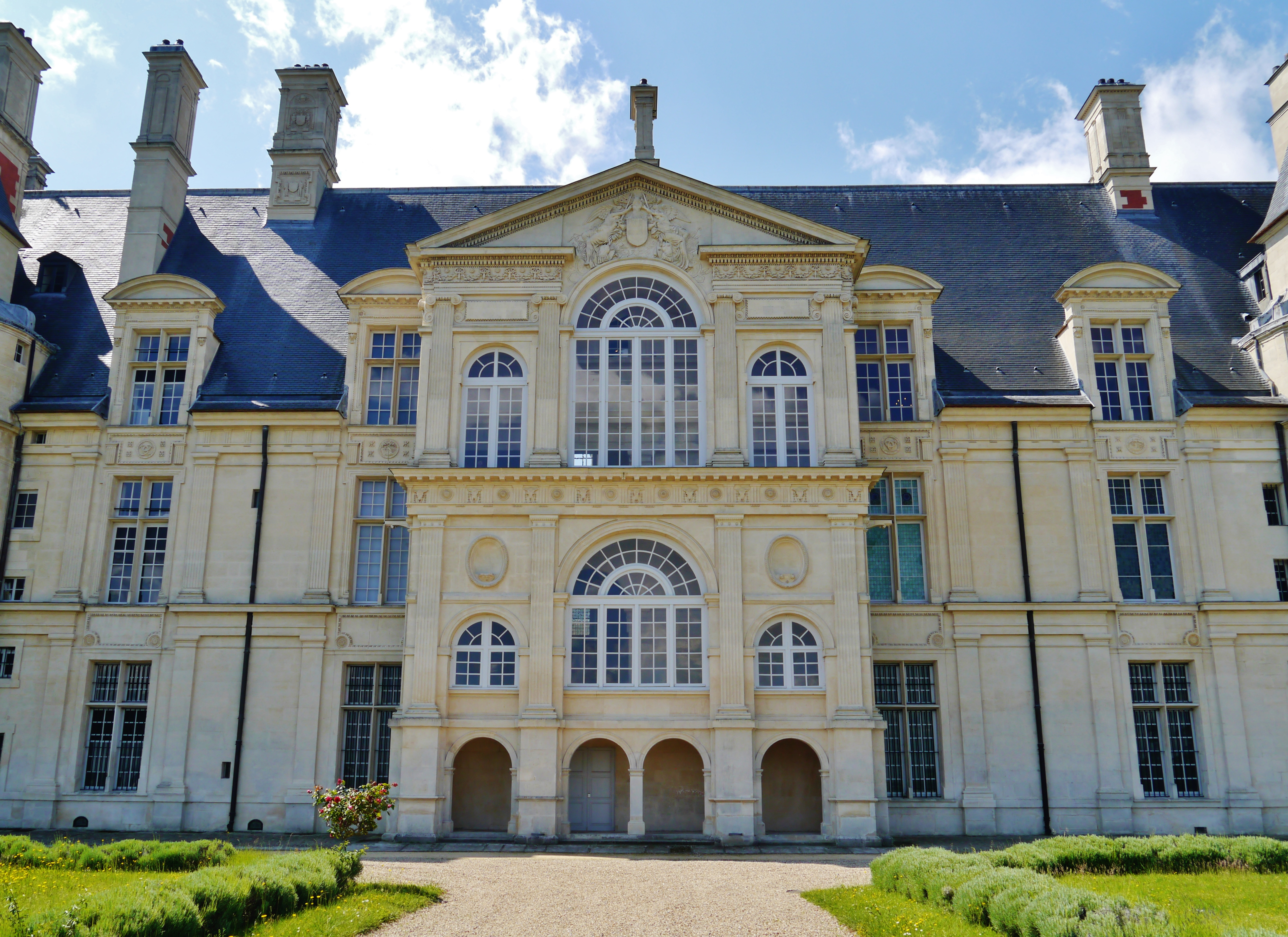
Côté nord du Château d'Écouen.

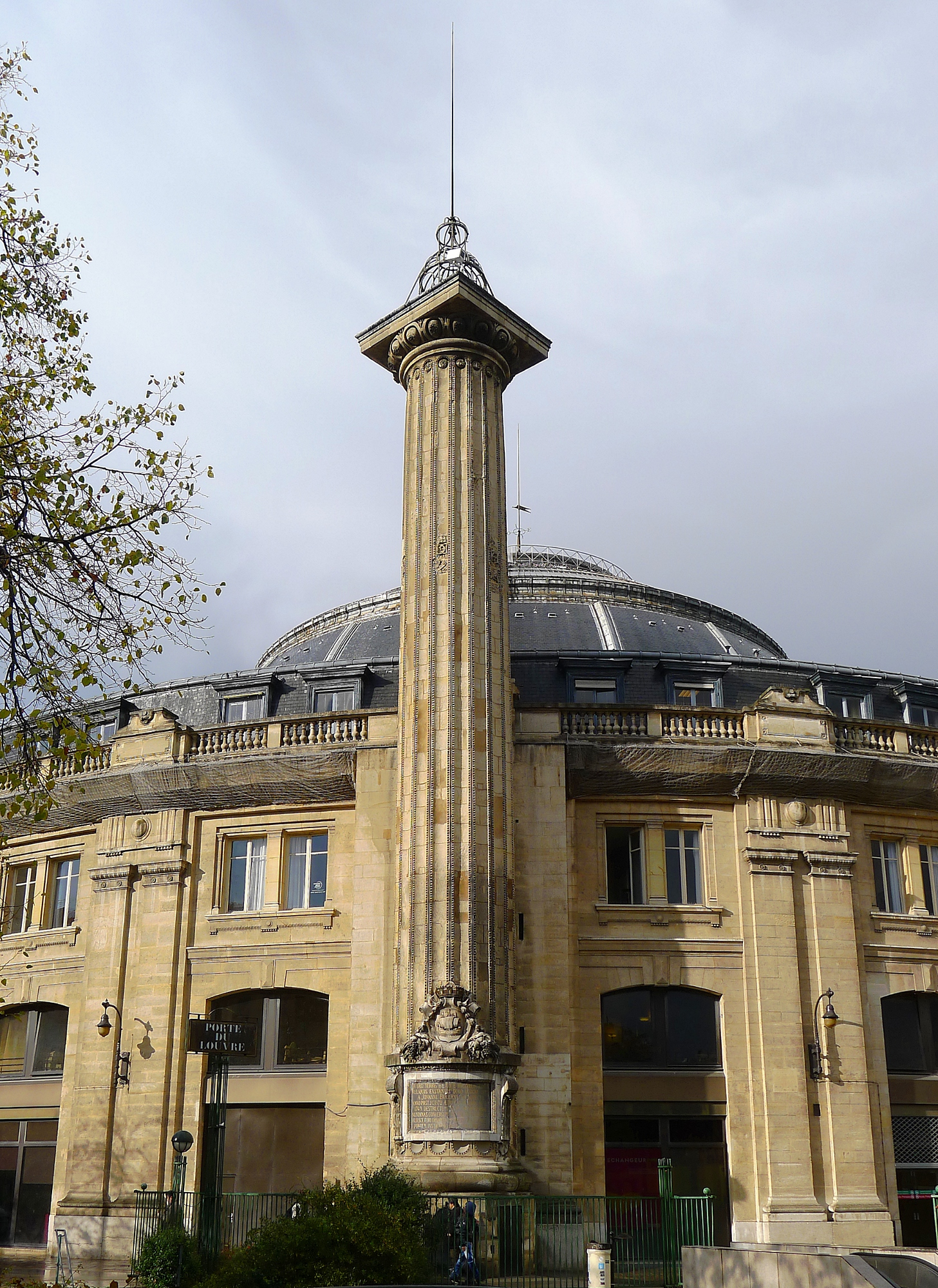
Colonne Médicis.

Dès 1570, il est appelé par Catherine de Médicis et œuvre pour elle. Jean Bullant poursuit alors le travail de Philibert Delorme au palais des Tuileries après la mort de ce dernier (1570) et termine le château de Saint-Maur, près de Paris. Il réalise la galerie du château de Chenonceau (1576-1577). 
Toujours dans ce même contexte et suspendant ses travaux aux Tuileries, il élève en toute hâte pour la reine mère, à partir de 1572 et jusqu'en 1575, l'hôtel de la Reine, détruit en 1748, dont il reste aujourd'hui la colonne Médicis. 
Il est inhumé dans l'Église Saint-Acceul d'Écouen, située en contrebas du château. Il aurait travaillé à la construction de son clocher lors d'un de ses nombreux passages dans cette ville où il résidait habituellement.
Un certain nombre des constructions architecturales de Jean Bullant ont été détruites, notamment lors de la Révolution française, et les seuls témoignages sont des plans ou gravures d'époque. Le château d'Écouen est l'un des seuls à pouvoir encore représenter la créativité de Jean Bullant, bien qu'une aile de ce château ait disparu.

## Publications
- Recueil d’horlogiographie, contenant la description, fabrication et usage des horloges solaires.
- Petit traicte de geometrie et d’horologiographie pratique.
- Reigle generalle d’architecture des cinq manieres de colonnes.. Une édition de cet ouvrage datée de 1619 est prétendument revue et corrigée par Salomon de Brosse ; en réalité, elle est très semblable aux précédentes. .